# Zascienki (rejon mohylewski)
Zascienki (biał. Засценкі; ros. Застенки) – wieś na Białorusi, w obwodzie mohylewskim, w rejonie mohylewskim, w sielsowiecie Paszkawa.